# NGC 4723
NGC 4723 este o galaxie spirală situată în constelația Corbul. A fost descoperită în 1882 de către Ernst Wilhelm Tempel. Se află la o distanță de 17,1 megaparseci de Pământ.